# 에리시펠로트릭스과
에리시펠로트릭스과(Erysipelotrichaceae)는 후벽균문에 속하는 세균 과이다. 에리시펠로트릭스강(Erysipelotrichia)의 단일 목, 단일 과이다. 그람-양성균이다. 가축전염병인 돼지단독은 돼지단독균(Erysipelothrix rhusiopathiae)의 감염으로 발생한다.

## 하위 분류
| - Absicoccus - Allobaculum - Amedibacillus - Amedibacterium - Anaerorhabdus - Breznakia - Bulleidia - Catenisphaera - Dielma - Dubosiella - Erysipelothrix - 돼지단독균(E. rhusiopathiae) | - Faecalibacillus - Faecalibaculum - Faecalicoccus - Faecalitalea - Holdemanella - Holdemania - Ileibacterium - Intestinibaculum - Longibaculum - Longicatena - Solobacterium |